# ローラン・プティジラール
ローラン・プティジラール（Laurent Petitgirard、1950年6月10日 パリ - ） は、フランスの作曲家、指揮者。フランス映画、テレビ番組の音楽を多数制作すると共に、室内楽、管弦楽曲、オペラも作曲している。パリ国立歌劇場管弦楽団、ベルリン・フィルハーモニー管弦楽団を始めフランス国内外の多くのオーケストラで客演した。

## 略歴
プティジラールは、ピアノをピアニストである父セルジュ・プティジラールに、作曲をピアニストで作曲家のアラン・クレムスキに学んだ。
1987年にSACD（Société des Auteurs et Compositeurs Dramatiques）よりNouveau Talent Musiqueを受賞。2000年にはクラシック音楽誌『La Lettre du Musicien』が主催する Grand Prix Lycéen des Compositeursをチェロ協奏曲にて受賞。更に2001年にはSACDからPrix Musique ex-aecquoをプティジラール初のオペラ作品『エレファント・マン』にて受賞した。
1989年にパリ・フランス交響楽団を自ら設立し、1997年まで音楽監督を務めた。
2000年よりフランス学士院芸術アカデミー会員。
2003年から長らくフランス著作権協会（SACEM）会長を務めている。
2004年から2017年までコンセール・コロンヌの音楽監督を務めた。
2009年1月1日にレジオンドヌール勲章『シュヴァリエ』（Chevalier）を授与された。

## 主な作品
- 『伝説』 - Le Légendaire (1984年)
- 『ユーフォニア』 - Euphonia (1988年)
- 『エレファント・マン』 - Joseph Merrick dit Elephant Man (1996年 - 1998年)
- 『チェロ協奏曲』 - Concerto pour violoncelle et orchestre (1994年)
- 『大弦楽オーケストラのための詩曲』 - Poème pour Grand Orchestre à Cordes (2002年)
- 『ヴィオラとオーケストラのためのディアローグ』 - Dialogue, pour alto et orchestre (2002年 - 2003年)
- 『12人の寺院の守護者』 - Les Douze Gardiens du Temple (2003年 - 2004年)

## フィルモグラフィ（音楽を担当）

### 映画
- La Pente douce (1971年)
- L'Apocalypse (1972年)
- Un officier de police sans importance (1973年)
- L'Oiseau rare (1973年)
- 『ローズバッド』 - Rosebud (1974年)
- La Maison des amants (1975年)
- 『スキャンダル』 - Le Diable au cœur (1976年)
- 『ポケットの愛』 - L'Amant de poche (1978年)
- Asphalte (1981年)
- Le Roi des cons (1981年)
- La Nuit de la mort (1982年)
- La Nuit du risque (1984年)
- Lacenaire (1990年)
- Drôles d'oiseaux (1993年)
- Terminale (1998年)
- Quasimodo d'El Paris (1999年)
- Là-haut, un roi au-dessus des nuages (2004年)
- Un ami parfait (2005年)
- 『ジョン・ラーベ 〜南京のシンドラー〜』 - John Rabe (2008年)